# Stadion Banja Ilidža
Stadion Banja Ilidža – stadion sportowy w mieście Gradačac, w Bośni i Hercegowinie. Obiekt może pomieścić 5000 widzów. Swoje spotkania rozgrywa na nim drużyna NK Zvijezda Gradačac.